# Verglasungsanlage
Eine Verglasungsanlage ist eine kerntechnische Anlage zur Einbindung hochradioaktiver flüssiger Abfälle aus der Wiederaufarbeitung in eine auslaufresistente Glasmatrix (siehe HAW-Verglasung).
Die wesentlichen Verfahrensschritte (Denitrieren, Trocknen, Kalzinieren und Schmelzen) werden in der Anlage entweder gleichzeitig oder in aufeinander folgenden Stufen durchgeführt. Zum Schmelzen werden Keramiköfen oder Metalltiegel eingesetzt, die entweder direkt oder induktiv beheizt werden. Endprodukte sind in der Regel Borosilikatglasblöcke in Edelstahlbehältern. Diese werden auch als Glaskokillen bezeichnet. An jeder der heute bestehenden oder geplanten Wiederaufarbeitungsanlagen ist eine Verglasungsanlage entweder bereits in Betrieb, im Bau oder geplant.

## Verglasungsanlagen der einzelnen Länder

### Deutschland
In Deutschland war im Karlsruher Institut für Technologie (Campus Nord) eine Verglasungsanlage, die Verglasungseinrichtung Karlsruhe (VEK), in Betrieb, um die während des Betriebs der Wiederaufarbeitungsanlage Karlsruhe (WAK) angefallenen hochradioaktiven Abfälle (rund 60 m³) zu verglasen. Die heiße Inbetriebnahme erfolgte im Jahr 2009 und wurde nach 9 Monaten im Juni 2010 abgeschlossen.

### Belgien
In Belgien wurde in den achtziger Jahren nach deutschem Konzept die PAMELA-Anlage errichtet, um die aus dem Betrieb der Eurochemic-Anlage stammenden hochradioaktiven Abfälle zu konditionieren. Der Eurochemic und der Gelsenberg AG in Essen wurde 1976 auf das entwickelte Verglasungsverfahren ein Patent erteilt. Zwischen 1985 und 1991 wurden in 2 keramischen Schmelzöfen über 900 m³ Flüssigabfall durchgesetzt.

### China
In Guangyuan in der chinesischen Provinz Sichuan wird im Jahr 2014 im Rahmen des deutsch-chinesischen Projekts Vitrification Plant China eine Verglasungsanlage errichtet. Ziel des Projektes ist die endlagergerechte Konditionierung von hochradioaktivem Flüssigabfall durch Einschmelzen in eine so genannte Borosilikatglasmatrix.

### Frankreich
Frankreich hat weltweit als erstes Land mit der großtechnischen Verglasung bereits 1978 in Marcoule begonnen. Mit dem dort eingesetzten AVM-Verfahren (Induktionsofen mit Kalzinateinspeisung) wurden bis Ende 1999 rund 1.900 m³ Flüssig-HAW zu etwa 2.500 Glasblöcken verarbeitet. Das Verfahren wurde für die Wiederaufarbeitungsanlage La Hague weiterentwickelt. Zwei Anlagen (R7, T7) sind seit 1989 bzw. 1993 in Betrieb.

### Großbritannien
In Großbritannien wurde am Standort Sellafield nach französischem Muster eine Verglasungsanlage (WVP) errichtet. Sie nahm 1990 den heißen Betrieb auf. Bis zum Jahr 2001 wurden 2.280 Behälter mit Glas gefüllt. Da die Anlage die geplanten Durchsätze nicht erreichte, wurde auf Drängen der Behörden eine dritte Verglasungslinie gebaut.

### Indien
In Indien ist eine Verglasungsanlage (Tarapur) seit 1985 in Betrieb. Ähnliche Anlagen befinden sich in Trombay und Kalpakkam im Bau.

### Japan
In Japan wurde in Tōkai eine Anlage nach US-Technologie (Keramikofen mit Flüssigeinspeisung) errichtet. Sie hat im Februar 1995 den heißen Betrieb aufgenommen. Die Jahresproduktion wird mit etwa 420 Behältern angegeben. Eine weitere Anlage unter Verwendung eines von JNC (früher PNC) entwickelten eigenen Verfahrens soll in Rokkasho gebaut werden.

### Russland
In Russland (Kerntechnische Anlage Majak) wurde 1987 eine Anlage mit zwei Keramikschmelzöfen in Betrieb genommen. Einer davon steht seit 1988 wegen eines irreparablen Schadens nicht mehr zur Verfügung. Der andere wurde daraufhin modifiziert und ist seit 1991 wieder in Betrieb. Insgesamt wurden bisher 1.300 t Glasprodukt erzeugt.

### USA
In den USA befinden sich drei Verglasungsanlagen in unterschiedlichen Projektphasen. Eine Anlage in der Savannah River Site hat im März 1996 den Betrieb aufgenommen. Bis Dezember 2000 wurden rund 3.400 m³ HAW-Schlamm verarbeitet und 1.000 Edelstahlbehälter mit Glas gefüllt. Die Verglasung wird etwa 20–25 Jahre dauern. In West Valley wurde die erste Glaskokille im Juli 1996 produziert. Das vorhandene Inventar wurde inzwischen vollständig verglast. In Hanford, wo die Aufgabe wegen der unterschiedlichen Zusammensetzung des Abfalls am komplexesten ist, sollte nach Fertigstellung der Infrastruktur 2002 mit dem Bau der Verglasungsanlage für den Inhalt der 177 unterirdischen HAW-Tanks begonnen werden. Die heiße Inbetriebnahme wurde im Jahr 2007 durchgeführt.